# La Légende de Tarzan
Pour les articles homonymes, voir Tarzan (homonymie).
La Légende de Tarzan (The Legend of Tarzan) est une série télévisée d'animation américaine en 39 épisodes de 21 minutes, produite par les studios Disney et diffusée entre le 3 septembre 2001 et le 5 février 2003 dans le bloc de programmation Disney's One Too sur le réseau UPN. Il s'agit de la suite du film Tarzan (1999).
En France, la série a été diffusée à partir du 3 février 2002 sur Disney Channel et Club Disney sur TF1. Ses rediffusions sont nombreuses tant sur Disney Channel, Toon Disney puis Disney Cinemagic ou encore sur Disney XD, et au Québec à partir du 14 septembre 2002 à la Télévision de Radio-Canada.

## Synopsis
Jane, son père et Tarzan vivent dans la jungle hostile en compagnie de l'éléphant Tantor et de Tok la gorille, les meilleurs amis de Tarzan. Tarzan et ses amis font face aux problèmes de la jungle : entre les bagarres de gorilles, les combats contre les panthères et ceux contre les braconniers…

## Personnages

### Alliés
- Renard Dumont : propriétaire du "Comptoir R. Dumont" qui a pris le territoire des rhinocéros comme comptoir commercial, il attire de temps en temps Jane à le rejoindre dans sa vie de commerçants loin de la jungle primitive. Il lui arrive d’aider Tarzan (quand il s’agit de son commerce à certains moments). C’est quelqu’un qui a le sens des affaires avec de bonnes manières envers ses clients (y compris Tarzan même s'il le menace certaines fois), il peut se montrer généreux (si c’est à ses avantages).
- Hugo et Hooft : ils étaient autrefois des légionnaires au service du colonel Staquait jusqu’à ce qu’ils refusent de mettre le feu à un village. Ils sont devenus prisonniers pour désertion. Ils réussissent à s'échapper jusqu’en Afrique où ils feront croire à Tarzan qu’ils sont des espions. Quand le colonel débarque et décide de les exécuter, Tarzan les sauve, ils essayeront de le sauver mais il tomberont d’une falaise, simulant leur mort. C’est alors qu’ils trouveront un travail dans le comptoir de Dumond. Un jour, ils commettront l’erreur de créer une sauce avec le visage dessiné dessus, ce qui fera revenir le colonel dans le but de les jeter au "cap maudit". Ils réussissent à s’évader lorsque Tarzan s’est décidé à se sacrifier pour qu’ils s'échappent. Hugo et Hooft y retournent pour sauver Tarzan jusqu’à ce que le magistrat (Dumont déguisé) leur offre la libération.
- Chef Keewazi : c’est le chef de la tribu Waziri et le père de Basuli. Quand son peuple rencontra Tarzan et ses amis quand la rivière a été empoisonnée, Il sentit que Tarzan n’était pas une menace (il comprit même que Tarzan est originaire de la jungle). Grâce à l’idée du professeur Porter, ils ont pu stopper l’empoisonnement de la rivière. Depuis le chef considéra Tarzan et ses amis, comme des amis des Waziri. C’est un des hommes sages de son village mais très à cheval sur la tradition du mariage.
- Basuli : il s’agit du fils du Chef Keewazi et du meilleur guerrier de son village, il rencontrera Tarzan dans l'épisode "La Rivière Empoisonnée" qui le soupçonne d’être un des hommes qui ont empoisonnée la rivière mais en voyant son courage pour le sauver, il comprit que Tarzan était quelqu’un de confiance y compris pour ses amis, grâce à l’alliance de tout le monde, il réussit à arrêter les hommes de continuer de polluer la rivière, après ça, Basuli considère Tarzan comme un ami (voire comme un frère). Depuis, sa tribu les accueille même le jour du mariage de Basuli où celui-ci choisit Tarzan pour sa quête pour obtenir une plume d’aigle pour officialiser son mariage. Il a presque le même caractère que Tarzan quand il s’agit d’affronter le dur froid de la montagne ou pour foncer tête baissée sur le danger.
- Dr Robin Doyle : une scientifique irlandaise venue en Afrique pour étudier les Waziri avec l’aide du professeur Porter, elle créera un coup de foudre au professeur et pour elle même après leurs mésaventures sur la source des Waziri. Elle reviendra en Afrique avec son neveu Ian (un petit garçon timide qui collectionne les papillons) pour l’instruire durant ses recherches avec le Professeur.
- Hazel, Greenly et Eleanor : les amis de Jane quand elle vivait encore en Angleterre. Elles sont parties en Afrique en pensant que Jane et son père étaient retenus captifs par un homme sauvage (Tarzan) alors qu’en fait ils étaient restés de leurs plein gré et que Tarzan était le mari de Jane. Elles provoqueront des doutes à Tarzan à cause de son comportement, politesse ou manière (qui sont totalement différents à ceux de l’Angleterre), et pensera que Jane a honte de lui à cause de ça. Mais elles finiront par se racheter et à considérer Tarzan comme le meilleur mari pour Jane.

### Antagonistes
- Tublat : un gorille qui a le même caractère que Kerchak et faisait partie du même groupe de gorilles que Tarzan, il a été banni de la famille par Kerchak pour son côté brut et sauvage quand Tarzan était enfant. Des années plus tard, les gorilles se réfugient dans une grotte à l’abri de la tempête sans se douter que c’était la grotte de Tublat, il apprendra que Kerchak est mort et que Tarzan est le nouveau chef des gorilles, il profitera de ces informations pour se débarrasser de Tarzan et de s’emparer de la famille par la manière forte. Finalement, Tarzan réussira à arrêter Tublat en le faisant noyer dans la rivière, il réussira à s’en sortir et s'est juré de se venger de Tarzan. Il s’empara d’une autre famille de gorilles en tuant leur ancien chef et utilise Gobi pour attirer Tarzan jusqu’à lui mais Tarzan fait réagir les gorilles pour qu’ils chassent Tublat de chez eux. Plus tard, il se fera capturer par Niels et Merkus qui décident d’en tirer une fortune avec l’accord de Tarzan, mais il se fera libérer par Tarzan même si Tublat n’est pas reconnaissant.
- Reine La : C’était une anciennce wazirie très dangereuse banni de sa tribu et qui est maintenant une sorcière qui règne sur Opar (une ville abandonnée). Avec son sceptre, elle pouvait garder sa jeunesse pendant des années, elle a aussi métamorphosé les hommes-léopard (des léopards qui ont une posture d’humain) pour qu’ils obéissent à ses ordres sous peine d’être supprimés. Quand elle rencontrera Tarzan, elle s’est décidée à faire de lui son roi en se débarrassant de Jane qui l’empêche d’y parvenir. Elle simule la mort de Jane mais Tarzan avait compris que La est responsable de ça, celle-ci décide d’obliger Tarzan à l’épouser ou de mourir, Tarzan choisit la mort mais Jane réussit à les sauver et à s’échapper d’Opar. Quelques jours plus tard, La se fait voler son sceptre par un de ses hommes-léopard (Kash) et a été obligée de fuir son royaume, lorsque Tarzan cherche à libérer Jane des hommes-léopard, La en profite pour se servir de lui pour récupérer son sceptre. Une fois récupéré avec l’aide de Tarzan, elle condamne le chef de cet révolution à un sort terrible jusqu’à ce que Tarzan débarque pour libérer les hommes-léopard de son emprise. Jane obtint le sceptre de La et le détruisit, cette action servit à ressusciter les hommes-léopards et les a fait redevenir léopards alors que La fut réduit en poussière. Malheureusement, l’esprit de La a survécu et pouvait prendre le contrôle de n’importe qui d’un simple contact, elle utilise le corps de Jane pour récupérer son sceptre et donna vie à ses statuts hommes-léopard pour détruire Tarzan. Pour sauver Jane, il décide de tomber dans le vide avec elle pour que La prenne son corps, au début elle se réjouissait mais quand elle était menacée par un de ses gardes, elle se transféra dans un rat pour fuir mais finira coincée dans un sac par Usula.
- Colonel Staquait : le chef des légionnaires qui est cruel et se croit au-dessus de la loi, quand Hugo et Hooft ont désobéit à ses ordres (mettre le feu à un village rempli de femmes et d’enfants), il les condamne à un pénitencier, quand ils ont réussi à s’évader, le colonel les traqua en Afrique. Une fois qu’il les a capturés, il décide de les exécuter jusqu’à ce que Tarzan vienne les sauver, après le combat, le colonel décide de quitter l’Afrique en croyant que Hugo et Hooft sont morts. Plus tard, il a appris qu’ils sont encore en vie et décida de retourner en Afrique pour les capturer pour les envoyer au "Cap maudit" (une prison remplie de torture avec aucune moyen de s’évader). Quand Tarzan s’est rendu pour les sauver, le colonel arrêta Tarzan et fit de lui un détenu. Il décide de pendre Tarzan pour avoir fait évader Hugo et Hooft. Malheureusement pour le colonel, le magistrat (qui était en réalité Dumont déguisé) ordonne la libération de Tarzan, Hugo et Hooft.
- Samuel T. Philander : le rival du professeur Porter, il vole les découvertes du professeur pour obtenir les mérites de la communauté scientifique. Il se rendit en Afrique car il soupçonne que Porter a fait une découverte scientifique. Dès son arrivée, il s’incruste dans leur expédition à Pellucidar (un monde souterrain rempli de dinosaures qui ont survécu à l’extinction), après avoir fait des photos de Pellucidar, Philander empressé pour le montrer à la communauté scientifique qui se finira en fiasco avec des photos rempli d’une tête de singe (avant que Philander descend à Pellucidar, Manu c’était amusé avec l’appareil photo où il remplissait les pellicules de son visage). Humilité, Philander retourne en Afrique pour voler une seconde fois les recherches du professeur sur Mangani et s’est décidé à capturer le gorille d’argent pour l’empailler pour le vendre à un musée, mais Tarzan l’en empêche en libérant Mangani, ce qui provoquera une nouvelle humiliation la vente. Il retournera une nouvelle fois en Afrique pour capturer Tarzan pour payer sa dette à des hommes avides d’argent, son plan se terminera par un échec une nouvelle fois. Avec ces 3 humiliations, Philander perdit son statut de scientifique et cela l'a appauvrît.
- Niels et Merkus : Ce sont 2 mineurs venus en Afrique à la recherche de diamants qui demanda l’aide de Tarzan pour obtenir les diamants, Tarzan accepta leur offre en échange d’un seul diamant pour lui. Une fois qu’ils ont extrait les diamants du volcan endormi, Niels et Merkus trahissent Tarzan pour garder leur diamants à eux seuls. En voulant se débarrasser de Tarzan, ils réveillèrent le volcan et perdirent les diamants dans la lave. Ils finiront en prison. Plus tard, ils reviendront, (c'est inconnu comment ils ont pu sortir de prison), pour récupérer leur diamant dans la lave qui est devenu de la roche mais ils ne retrouvent pas leurs diamants mais se feront attaquer par Tublat jusqu’à ce qu’ils le capturent pour en tirer en bon prix par son attitude sauvage avec l’autorisation de Tarzan. Mais Tarzan change d’avis et décide de libérer Tublat (à contre cœur), les actions de Tarzan à forcer Niels et Merkus à repartir les mains vides une nouvelle fois. Niels anticipe toujours la situation avant l’action et met en place des compromis avec les autres à l’inverse de Merkus qui fonce tête baissée et préfère régler ses problèmes de manière brutale.
- Mobaya : il faisait partie d’un troupeau d’éléphants jusqu’à ce qu’il devient un "Éléphant Solitaire" par des raisons inconnues, il est incontrôlable et sème le chaos dans la jungle, il se fait stopper quelques fois par Tarzan même une fois par Tantor.
- McTeague : le chef des mineurs illégaux venus en Afrique pour exploiter une mine à la recherche d’or (dans une mine qui n’a jamais eu d’or), ils utilisent l'eau de la rivière pour irriguer leur fonctionnement, où ils séparent la saleté du minerai avec des produits chimiques qui finissent par être déversés dans la rivière provoquant l’empoisonnement et rendant malades ceux qui la boivent. Son plan sera anéanti par Tarzan et les Waziri en utilisant un barrage pour détruire leur mine, obligeant lui est ses hommes à quitter l’Afrique. Ce type ne s’intéresse à personne sauf à l’or, il prêt à tout pour éliminer tous ceux qui ce mettent en travers de son chemin.
- Comte Rokoff : un ancien comte russe qui a perdu son titre de façon inconnue, il cherche à retrouver sa fortune en se rendant en Afrique pour trouver un trésor de pirates qui se trouve dans la vallée des léopards. Au début, il se montre amical quand il rencontre Tarzan, jusqu’à ce que Tarzan refuse d'aider à retrouver le trésor jusqu'à ce que Rokoff menace de tuer Jane s'il ne le fait pas. Mais Rokoff n’avait jamais eu l’intention de tenir sa promesse et avait l’intention de tuer Jane et Tarzan une fois qu’il l’aura apporté le trésor. Mais Tarzan avait anticipé son coup et a mis en place des pièges pour sauver Jane, il finira par quitter l’Afrique sans le trésor ou bien il sera tué hors de l'écran par les Léopards qui le poursuivait. Il s’inspire des stratégies des échecs pour mener à bien ses plans et ainsi faire un "Échec et Mat".
- Muviro : un guerrier Waziri comme Basuli, il est jaloux de Basuli car il est le fils du chef, le meilleur guerrier des Waziri et est fiancé à la plus belle fille du village, il n’aime par Tarzan et ses amis. Quand Basuli entreprend une épreuve Waziri avec l’aide de Tarzan pour se marier, Muviro sabote son épreuve et ainsi prend la place de Basuli mais il se fera démasquer par Tarzan et Basuli. Les 2 Waziri se battent pour déterminer le sort de l’autre, il sera battu par Basuli et sauvé par Tarzan au moment où il est tombé d’une falaise durant le combat. Il fut banni du village par Basuli pour ses tricheries.
- Zutho : Un mandrill qui rencontre pour la première fois Tarzan, Tok et Tantor quand il était enfant lorsque Tarzan franchit la rivière interdite. Il demande à Tarzan de lui apprendre à fabriquer des lances puis le feu mais quand Tarzan lui montre, il provoqua un incendie qui a failli détruire la jungle jusqu’à l’arrivée de la pluie. Zutho se sert de cette situation pour faire chanter Tarzan : en ne disant rien à sa mère sur cet incendie en échange d’une dette pour lui un jour. Des années plus tard, il revient pour réclamer la dette de Tarzan qui est de se débarrasser d’une colonie de singes qui l’empêche de fermer l’œil tous les soirs. Mais Jane intervient pour qu’il assume la réaction de sa mère, au début, Kala fut choquée mais elle pardonne Tarzan puis Zutho fut menacée par Kala qui prévoit d’informer sa mère sur les sournoiseries qu'il a fait à Tarzan .
- Lady Waltham : une aristocrate qui désire se venger de Tarzan pour la mort de son frère Clayton. Elle se rend en Afrique en lui faisant croire qu’elle est venue faire des photos de son safari pendant que son valet capture les amis de Tarzan et les piège. Elle révéla ses intentions à Tarzan et l'empoisonna pour qu’il choisisse entre sauver ses amis ou se sauver lui-même (dans le but que Tarzan souffre dans les 2 cas comme elle). Plus Tarzan sauve ses amis, plus il faiblit. Quand Tarzan les a tous sauvés, elle fut attaquée par des léopards (Neuro et Sheeta) jusqu’à ce qu’elle soit sauvée par Tarzan. Elle décida de lui donner l’antidote en comprenant qu’il n’est pas aussi sauvage qu’elle le croit et qu'il n'est pour rien dans la mort de son frère. Tarzan accepte ses excuses.

## Distribution

### Voix originales
- Michael T. Weiss : Tarzan
- Olivia d'Abo : Jane Porter
- April Winchell : Terk (Tok en français)
- Susanne Blakeslee : Kala
- Jeff Bennett : Professeur Archimedes Quincy Porter

### Voix françaises
- Emmanuel Jacomy : Tarzan
- Juliette Degenne : Jane Porter
- Isabelle Leprince : Tok
- Boris Rehlinger : Tantor
- Henri Labussière : Professeur Archimède Porter
- Frédérique Tirmont : Kala
- Nicolas Marié : Renard Dumont
- Joël Martineau : Hooft
- Jean-Loup Horwitz : Hugo
- Mark Lesser : Flynt
- Éric Métayer : Mungo
- Michel Prud'homme : Samuel Philander
- Lucien Jean-Baptiste : Basuli
- Jean-Louis Faure : Keewazi
- Marjorie Frantz : reine La
- Pascal Casanova : Tublat
- Véronique Alycia : Jamila
- Caroline Combes : Jabari
- Cyrille Artaux : Baruti
- Igor De Savitch : Colonel Staquait
- Geneviève Taillade : Dr Robin Doyle
- Lionel Tua : Niels
- Christian Pélissier : Merkus
- Tanguy Goasdoué : Moyo
- Josiane Pinson : Eleanor / Lady Waltham (épisode 38 Soif de Vengeance)
- Béatrice Bruno : Hazel
- Virginie Méry : Greenley
- Jean-Pierre Denys : Le vieux loup de mer
- Patrick Guillemin : Sbire de Philander + Nigel Taylor (épisode 11 L'Ami d'enfance)
- Michel Mella : Sbire de Philander
- Pierre Baton : Kobe, Usula (épisode 32 Le Retour de la Reine La)
- Daniel Beretta : Hugo (épisode 6 Les fugitifs)
- Pierre-François Pistorio : Hooft voix chantée (épisode 6 Les fugitifs)
- Pascal Renwick : Ian McTeague (épisode 10 La Rivière Empoisonnée 2ème)
- Xavier Fagnon : Gobu (épisode 13 Un ennemi chez les gorilles)
- Chantal Macé : Manka (épisode 13 Un ennemi chez les gorilles)
- Stéphanie Lafforgue : Dania (épisode 16 Rupture)
- Mathias Mella : Ian (épisode 19 L'envol du papillon)
- Alain Dorval : Edgar de Chasse (épisode 21 Le Safari du Président Roosevelt)
- Philippe Catoire : Theodore Roosevelt (épisode 21 Le Safari du Président Roosevelt)
- Marc Alfos : Jake (épisode 21 Le Safari du Président Roosevelt)
- Stefan Godin : Bob Markham (épisode 25 Bulldozer)
- Tony Joudrier : Walter (épisode 25 Bulldozer)
- Marie-Charlotte Leclaire : Abby Markham (épisode 25 Bulldozer)
- Patricia Legrand : Naomi (épisode 26 Tarzan Acteur)
- Guillaume Orsat : Stanley (épisode 26 Tarzan Acteur), Robert Canler (épisode 11 L'Ami d'enfance)
- Eric Legrand : Henry (épisode 29 Tremblement de Terre), Hobson (épisode 38 Soif de Vengeance)
- Pierre Dourlens : Nikolas Rokoff (épisode 30 Le Trésor de John Le Fou)
- Jean-Michel Farcy : Alexis (épisode 30 Le Trésor de John Le Fou)
- Jean-François Kopf : Joey Marks (épisode 33, L'assomoire)
- Patrice Dozier : Max Liebling (épisode 33, L'assomoire)
- Michel Vigné : Mullargan l'assomoir (épisode 33, L'assomoire)
- Bruno Henry : Muviro (épisode 35 La Plume d'aigle)
- Laetitia Lefebvre : Naoh (épisode 35 La Plume d'aigle)
- Thierry Ragueneau : Zutho (épisode 36 Erreur de jeunesse)
- Pierre-Jean Cherer : Gozan (épisode 36 Erreur de jeunesse)
- Camille Donda : Tantor enfant (épisode 36 Erreur de jeunesse)
- Pierre Tessier : Ed (épisode 39 Le Mystérieux Visiteur)
- Marie-Christine Robert : serveuse (épisode 39 Le Mystérieux Visiteur)
- Michel Fortin : Mr Dobrez (épisode 39 Le Mystérieux Visiteur)
- Jean-Bernard Guillard : Kerchak (épisode 1 La Revanche de Tublat)

 Source et légende : version française (VF) sur RS Doublage

## Liste des épisodes (2001-2003)
1. La Revanche de Tublat (Tarzan and Tublat's Revenge)
2. Le Comptoir R. Dumont (Trading Post)
3. La Course contre le temps (Tarzan and the Race Against Time)
4. Perdu dans la jungle (Tarzan and the Lost Cub)
5. Opar, La Cité Perdue (Lost City of Opar)
6. Les Fugitifs (The Fugitives)
7. L'Éléphant Solitaire (Rogue Elephant)
8. Trois Anglaises dans la jungle (Tarzan and the British Invasion) (Disponible en DVD "La Légende de Tarzan et Jane")
9. La Rivière Empoisonnée (Partie 1) (Poisoned River: Part 1)
10. La Rivière Empoisonnée (Partie 2) (Poisoned River: Part 2)
11. L'Ami d'enfance (Tarzan and Flying Ace) (Disponible en DVD "La Légende de Tarzan et Jane")
12. Les Chercheurs de diamants (Tarzan and the Volcanic Diamond Mine) (Disponible en DVD "La Légende de Tarzan et Jane")
13. Un ennemi chez les gorilles (Enemy Within)
14. La Fontaine de Jouvence (Tarzan and the Fountain)
15. Au pays des dinosaures (Hidden World)
16. Rupture (Tarzan and the Rift)
17. Les Scarabées Géants (Tarzan and the Giant Beetles)
18. Folie dans la jungle (Tarzan and the Jungle Madness)
19. L'Envol du papillon (Tarzan and the Protege)
20. La Révolte des hommes léopards (Tarzan and the Leopard Men Rebellion)
21. Le Safari du Président Roosevelt (Tarzan and the Rough Rider) (Disponible en DVD "Les Héros Disney, Vol. 1")
22. Les Fleurs du désordre (Tarzan and the Seeds of Destruction)
23. Tarzan et le Singe d'argent (Tarzan and the Silver Ape)
24. L'Apprenti Chef (Tarzan and the Challenger) (Disponible en DVD "Les Héros Disney, Vol. 1")
25. Bulldozer (Tarzan and the Outbreak)
26. Tarzan Acteur (Tarzan and the Silver Screen)
27. Grosse Frayeur (Tarzan and the Beast From Below)
28. L'Éléphant qui voit tout (Tarzan and the All-Seeing Elephant)
29. Tremblement de Terre (Tarzan and the New Wave)
30. Le Trésor de John Le Fou (Tarzan and the Lost Treasure)
31. Le Chaînon Manquant (Tarzan and the Missing Link)
32. Le Retour de la Reine (Tarzan and the Return of La)
33. L'Assommoir (Tarzan and One Punch Mullargan)
34. Évasion (Tarzan and the Prison Break)
35. La Plume d'aigle (Tarzan and the Eagle's Feather)
36. Erreur de jeunesse (Tarzan and the Face from the Past)
37. Libérez Tublat (Tarzan and the Caged Fury)
38. Soif de vengeance (Tarzan and the Gauntlet of Vengeance)
39. Le Mystérieux Visiteur (Tarzan and the Mysterious Visitor)